# Francisco Beltrão
Francisco Beltrão este un oraș în Paraná (PR), Brazilia.